# チカップ美恵子
チカップ 美恵子（チカップ みえこ、本名・伊賀 美恵子（いが みえこ）、1948年9月2日 - 2010年2月5日）は、アイヌ文様刺繡家、文筆家。北海道釧路市出身。「チカップ」とは、アイヌ語の名詞「cikap」で「鳥」という意味。

## 人物・生涯
釧路でアイヌの家族に生まれる。伯父に、エカシとして有名な山本多助がいる。幼少期より、母の伊賀ふでより、アイヌ文様刺繡とアイヌ歌舞ウポポを習う。兄に、アイヌ民族活動家の山本一昭がいる。少女時代に映画にも出演したことがある。このときの写真が無断使用された学術書が出版され、「アイヌ民族肖像権裁判」となる。
首都圏で、アニメーション彩色の仕事につく。その後、1983年に首都圏在住のアイヌの民族団体「アイヌ民族の現在を考えるレラの会」の立ち上げに関わり、アイヌの復権運動に大きく関わるようになる。その一方、アイヌ文様刺繡家として生計を立て、知名度を上げる。その後、札幌市に移り住む。
また、1985年のアイヌ民族肖像権裁判でマスメディアに登場する。1969年に出版された『アイヌ民族誌』（第一法規出版）で、少女時代に映画撮影でとられたアイヌ民族衣装のいでたちの顔つき写真が無断で使われ、見出しに「滅び行く民族」という語句がつけられた。このことを知ったチカップ美恵子は、そのページの著者の更科源蔵らに抗議する。満足する謝罪は得られず1985年に札幌地方裁判所に提訴、「アイヌ民族肖像権裁判」として知られるようになる。その年に、更科源蔵は死去するが、出版社と監修者である高倉新一郎と犬飼哲夫を相手に、裁判を継続する。1988年に、チカップ美恵子への謝罪、その他の条件で和解となる。この事件は、波紋を呼び、その後、日本における、アイヌを対象とする人類学・民族学の研究にあり方について一石を投じることになった。
その後もアイヌの尊厳、先住民族としてのアイヌ民族の地位の確立、その他アイヌ民族の立場として、著書を出版し発言する。アイヌ文様刺繡を初めとしたアイヌ文化の奥行きの深さについて、説いている内容の文章が多い。その一方で、アイヌを搾取・収奪してきた近代日本に対して、アイヌの立場として告発するような表現が多くあった。北方領土問題については、北海道ウタリ協会の立場と異なり、19世紀にアイヌを「北方領土」から追い出した日本が返還を要求することを非難するという立場をとっていた。ピースボートに積極的に参加した。最近の著書では、日本の一般市民との対話を大切にした雰囲気の表現となっている。
2002年、第6回女性文化賞受賞。
2006年に急性骨髄性白血病を患い入院。その後講演活動を再開した。2009年9月に再入院し、2010年2月5日午前11時22分（JST）、入院先の札幌市内の病院で死去した。61歳没。
2012年には故郷である釧路市の北海道立釧路芸術館で「チカップ美恵子展～アイヌ文様刺繡と詩の世界から～」と題された作品展が4月13日から6月27日まで開催された。

## 著書

### 単著
- 『風のめぐみ―アイヌ民族の文化と人権』御茶ノ水書房、1991年2月1日。ISBN 4-275-01408-1。
- 『アイヌ文様刺繡のこころ』岩波書店〈岩波ブックレット〉、1994年7月20日。ISBN 4-00-003292-5。
- 『アイヌ・モシリの風』日本放送出版協会、2001年6月1日。ISBN 4-14-080614-1。
- 『月のしずくが輝く夜に―アイヌ・モシリからインドへの祈りの旅』現代書館、2003年9月1日。ISBN 9784768468647。
- 『森と大地の言い伝え』北海道新聞社、2005年2月1日。ISBN 9784894533226。
- 『カムイの言霊 ―物語が織り成すアイヌ文様』現代書館、2010年1月1日。ISBN 9784768456262。

### 共著
- チカップ美恵子、水田宗子、北田幸恵『山姥たちの物語―女性の原型と語りなおし』學藝書林、2002年2月1日。ISBN  9784875170587。
- チカップ美恵子、植村佳弘『チカップ美恵子の世界―アイヌ文様刺繡と詩作品集』北海道新聞社、2011年9月7日。ISBN  9784894536135。

## 関連書籍
- Judith Roche; Meg McHutchison (2003). First Fish First People: Salmon Tales of the North Pacific Rim. University of Washington Press. ISBN  9780295977393